# Etiene Medeiros
Etiene Pires de Medeiros, född 24 maj 1991, är en brasiliansk simmare.

## Karriär
Etiene Medeiros deltog vid de olympiska simtävlingarna i Rio de Janeiro. Hon blev världsmästare på 50 meter ryggsim under VM 2017 på långbana.
I juli 2021 vid OS i Tokyo tävlade Medeiros i två grenar. Hon slutade på 29:e plats på 50 meter frisim samt var en del av Brasiliens lag tillsammans med Larissa Oliveira, Ana Carolina Vieira och Stephanie Balduccini som slutade på 12:e plats på 4×100 meter frisim.